# Microsoft Flight Simulator
Microsoft Flight Simulator là một dòng game mô phỏng máy bay được phát triển bởi Microsoft từ năm 1977 và được phát hành vào năm 1982 cho các hệ điều hành Microsoft Windows và trước đó là MS-DOS và Classic Mac OS. Đây là một trong những chương trình mô phỏng chuyến bay tại nhà dài nhất, nổi tiếng nhất và toàn diện nhất trên thị trường. Đây là một sản phẩm ban đầu trong danh mục ứng dụng của Microsoft và khác biệt đáng kể so với các phần mềm khác của Microsoft, phần lớn hướng đến doanh nghiệp. Ở tuổi 38, đây là dòng sản phẩm phần mềm chạy lâu nhất cho Microsoft, trước Windows ba năm. Microsoft Flight Simulator có thể là dòng game PC chạy dài nhất mọi thời đại, và được ghi nhận là đã thúc đẩy sự xuất hiện của cần điều khiển hàng không như là phương pháp điều khiển chủ yếu cho PC. Nhà sáng lập trò chơi Bruce Artwick bắt đầu phát triển Flight Simulator vào năm 1977. Công ty của ông, subLOGIC Corporation, ban đầu phân phối nó cho nhiều máy tính cá nhân khác nhau. Năm 1981, Artwick đã được tiếp cận bởi Alan M. Boyd của Microsoft, người quan tâm đến việc tạo ra một "trò chơi dứt khoát" sẽ thể hiện bằng đồ họa sự khác biệt giữa các máy tính 8 bit cũ, như Apple II và máy tính 16 bit mới, chẳng hạn như như PC của IBM, vẫn đang được phát triển. Năm 1982, công ty của Artwick đã cấp phép một phiên bản Trình mô phỏng bay cho PC của IBM cho Microsoft, công ty đã bán nó dưới tên Microsoft Flight Simulator 1.00.
Năm 1994, để đáp ứng sự ra đời của Windows 95, Microsoft Flight Simulator 95 ra đời. Nó là một bản cập nhật lớn so với phiên bản trước, Microsoft Flight Simulator 4.0.
Năm 1997, Flight Simulator 98 được ra đời để đón đầu sự ra đời của Windows 98.
Năm 2001, Microsoft Flight Simulator 2002 được ra đời để đón đầu sự ra đời của Windows XP.
Năm 2004, Microsoft Flight Simulator 2004 - A Century Of Flying được ra đời như một bản nâng cấp của Microsoft Flight Simulator 2002.
Năm 2006, Microsoft Flight Simulator X ra đời như một bản nâng cấp toàn diện với các phiên bản cũ hơn.
Năm 2009, Microsoft đã đóng cửa Aces Game Studio, bộ phận chịu trách nhiệm tạo và duy trì loạt trò chơi mô phỏng chuyến bay.
Vào năm 2014, Dovetail Games đã được Microsoft cấp quyền chuyển phiên bản Vàng của Flight Simulator X của Microsoft sang Steam và xuất bản Flight Simulator X: Steam Edition.
Microsoft đã công bố phiên bản mới tại E3 vào năm 2019, với tên đơn giản là Microsoft Flight Simulator, sẽ được phát hành ban đầu trên PC và được chuyển sang Xbox vào một ngày sau đó
Năm 2020, Microsoft Flight Simulator được ra mắt như một phiên bản sửa đổi toàn diện với các phiên bản cũ hơn, đáng kể là từ Microsoft Flight Simulator 2004 - A Century Of Flying.

## Lịch sử
| 1982 | Flight Simulator 1.0              |
| 1983 |                                   |
| 1984 | Flight Simulator 2.0              |
| 1985 |                                   |
| 1986 |                                   |
| 1987 |                                   |
| 1988 | Flight Simulator 3.0              |
| 1989 | Flight Simulator 4.0              |
| 1990 |                                   |
| 1991 |                                   |
| 1992 |                                   |
| 1993 | Flight Simulator 5.0              |
| 1994 |                                   |
| 1995 | Flight Simulator 5.1              |
| 1996 | Flight Simulator 95               |
| 1997 | Flight Simulator 98               |
| 1998 |                                   |
| 1999 | Flight Simulator 2000             |
| 2000 |                                   |
| 2001 | Flight Simulator 2002             |
| 2002 |                                   |
| 2003 | Flight Simulator 2004             |
| 2004 |                                   |
| 2005 |                                   |
| 2006 | Flight Simulator X                |
| 2007 |                                   |
| 2008 |                                   |
| 2009 |                                   |
| 2010 |                                   |
| 2011 |                                   |
| 2012 |                                   |
| 2013 |                                   |
| 2014 | Flight Simulator X: Steam Edition |
| 2015 |                                   |
| 2016 |                                   |
| 2017 |                                   |
| 2018 |                                   |
| 2019 |                                   |
| 2020 | Flight Simulator 2020             |
| 2021 |                                   |
| 2022 |                                   |
| 2023 |                                   |
| 2024 | “Flight Simulator 2024”           |

Microsoft Flight Simulator bắt đầu như một tập hợp các bài báo được viết bởi Bruce Artwick vào năm 1976 về một chương trình đồ họa máy tính 3D. Khi biên tập viên tạp chí nói rằng các thuê bao muốn mua chương trình này, Artwick đã bắt đầu làm việc để tạo ra nó và hợp nhất một công ty có tên subLOGIC Corporation vào năm 1977. Công ty bắt đầu bán các trình mô phỏng bay cho một số nền tảng máy tính, bao gồm 8080, Altair 8800 và IMSAI 8080. Năm 1979 subLOGIC đã phát hành Trình mô phỏng bay FS1 cho Apple II. Năm 1980, subLOGIC đã phát hành một phiên bản cho TRS-80 và năm 1982 họ đã cấp phép một phiên bản PC của IBM có đồ họa CGA cho Microsoft, được phát hành dưới dạng Microsoft Flight Simulator 1.00. Điều khác thường ở đây không phải là một chương trình ứng dụng yêu cầu hệ điều hành, mà chứa hệ điều hành riêng của nó, nó thay thế chương trình đã cài đặt miễn là chương trình đang chạy. Trong những ngày đầu của các hệ thống tương thích với IBM PC ít hơn 100%, Flight Simulator và Lotus 1-2-3 đã được sử dụng làm phần mềm kiểm tra khả năng tương thích không chính thức cho các mẫu máy nhái PC mới.
subLOGIC tiếp tục phát triển cho các nền tảng khác và chuyển Flight Simulator II sang Apple II vào năm 1983; Hàng hóa 64, MSX và Atari 800 năm 1984; và đến Amiga và Atari ST vào năm 1986. Trong khi đó, Bruce Artwick rời khỏi subLOGIC và thành lập Tổ chức Bruce Artwick để tiếp tục công việc của mình trên các bản phát hành tiếp theo của Microsoft, bắt đầu với Microsoft Flight Simulator 3.0 vào năm 1988. Microsoft Flight Simulator đạt đến mức trưởng thành thương mại với phiên bản 3.1, và tiếp tục bao gồm việc sử dụng đồ họa 3D và tăng tốc phần cứng đồ họa.
Microsoft tiếp tục sản xuất các phiên bản mới hơn của phần mềm mô phỏng chuyến bay, bổ sung các tính năng, chẳng hạn như các loại máy bay mới và cảnh quan tăng cường. Các phiên bản 2000 và 2002 đã có sẵn trong các phiên bản "Tiêu chuẩn" và "Chuyên nghiệp", trong đó phiên bản sau bao gồm nhiều tùy chọn máy bay, công cụ và cảnh quan hơn. Bản phát hành năm 2004 (phiên bản 9) đánh dấu kỷ niệm một trăm năm của chuyến bay được cung cấp năng lượng và chỉ có một phiên bản. Flight Simulator X, được phát hành năm 2006, đã trở lại phiên bản kép với phiên bản "Tiêu chuẩn" và "Deluxe".
Khu vực bay bao gồm hành tinh Trái Đất với nhiều mức độ chi tiết khác nhau và bao gồm hơn 24.000 sân bay. Có một danh sách ngày càng tăng về cảnh quan đại diện cho các địa danh chính và các thành phố nổi tiếng. Các chi tiết cảnh quan trở nên thưa thớt khi trò chơi di chuyển ra khỏi các trung tâm dân số trong trình mô phỏng chuyến bay, đặc biệt là bên ngoài Hoa Kỳ, mặc dù một loạt các trang web cung cấp các tiện ích cảnh quan để khắc phục điều này.
Ba phiên bản mới nhất kết hợp mô phỏng thời tiết tinh vi, cùng với khả năng tải xuống dữ liệu thời tiết trong thế giới thực (lần đầu tiên có sẵn với Flight Simulator 2000). Các tính năng bổ sung trong các phiên bản mới hơn này bao gồm môi trường không lưu với các chức năng kiểm soát không lưu tương tác, các mô hình máy bay mới từ Douglas DC-3 lịch sử đến Boeing 777 hiện đại, các bài học tương tác, thử thách và danh sách kiểm tra máy bay. Hai phiên bản mới nhất của Microsoft Flight Simulator có "chế độ kiosk", cho phép ứng dụng được chạy trong các ki-ốt điện tử được đặt ở những nơi công cộng như trung tâm mua sắm. Microsoft Flight Simulator có nhiều lựa chọn nâng cấp và tiện ích, cả miễn phí và thương mại, chính thức và do người hâm mộ tạo ra
- Tiện ích bổ sung, tùy biến và sự tham gia của cộng đồng

Xem thêm: Thể loại: Tiện ích Trình mô phỏng bay Microsoft
Lịch sử lâu dài và sự phổ biến nhất quán của Flight Simulator đã khuyến khích một khối lượng rất lớn các gói bổ trợ được phát triển như cả dự án thương mại và tình nguyện. Một bộ công cụ phát triển phần mềm chính thức và các công cụ khác cho trình giả lập tồn tại để tạo điều kiện thuận lợi hơn cho các nỗ lực của bên thứ ba và một số bên thứ ba cũng đã học cách 'điều chỉnh' trình giả lập theo nhiều cách khác nhau bằng cách dùng thử và lỗi. Đối với số lượng tiện ích bổ sung, chỉnh sửa và sửa đổi Trình mô phỏng chuyến bay chỉ có thể đáp ứng tùy thuộc vào thiết lập phần cứng của người dùng. Số lượng không bị giới hạn bởi trình giả lập và khi nhiều máy tính được liên kết với nhau bằng nhiều màn hình và phần mềm và điều khiển của bên thứ ba, những người đam mê Trình mô phỏng bay có thể xây dựng buồng lái tại nhà thực tế của riêng họ.

## Phi cơ
Các thuộc tính riêng lẻ của máy bay Simulator Simulator có thể được tùy chỉnh bao gồm: bố trí buồng lái, hình ảnh buồng lái, mô hình máy bay, kết cấu mô hình máy bay, đặc điểm bay của máy bay, mô hình cảnh quan, bố cục cảnh quan và kết cấu cảnh quan, thường chỉ với các chương trình sử dụng đơn giản hoặc chỉ một trình soạn thảo văn bản, chẳng hạn như 'Notepad'. Các 'máy bay chuyên dụng' đã tận dụng các khả năng bổ trợ khổng lồ của Flight Simulator, đã liên kết thành công Flight Simulator với phần cứng xây dựng nhà, một số trong đó tiếp cận sự phức tạp của các trình mô phỏng bay toàn chuyển động thương mại.
Máy bay của giả lập được tạo thành năm phần:
• Mô hình, là mô hình kiểu 3D CAD của buồng lái bên ngoài và buồng lái ảo của máy bay, nếu có. Các mô hình bao gồm hai phần riêng biệt - khung chính hoặc "lõi", và các phụ kiện hoặc bộ phận động, chẳng hạn như thiết bị hạ cánh hoặc máy bay.
• Hoạ tiết, hình ảnh bitmap mà lớp trò chơi đưa lên mô hình. Chúng có thể dễ dàng chỉnh sửa (được gọi là sơn lại), để một mô hình có thể áp dụng bất kỳ sơ đồ sơn nào có thể tưởng tượng, thực hoặc hư cấu.
• Âm thanh, theo nghĩa đen của máy bay. Điều này được xác định bằng cách xác định tệp WAV nào máy bay sử dụng làm bộ âm thanh của nó.
• Bảng điều khiển, đại diện cho buồng lái của máy bay. Điều này bao gồm một hoặc nhiều hình ảnh bitmap của bảng điều khiển, tệp đo dụng cụ và đôi khi là âm thanh của chính nó.
• FDE, hoặc Động cơ bay. Điều này bao gồm máy bay (tệp *.air), chứa hàng trăm thông số xác định đặc điểm bay của máy bay và tệp máy bay.cfg, chứa nhiều thông số dễ chỉnh sửa hơn.
Hầu hết các phiên bản của Microsoft Flight Simulator bao gồm một số máy bay phổ biến nhất thế giới từ các loại khác nhau, chẳng hạn như Mooney Bravo và Beechcraft Baron 58, thuộc danh mục hàng không chung; Airbus A321 và Boeing 737, thuộc nhóm máy bay dân dụng; Robinson R22, thuộc danh mục máy bay trực thăng; Air Scheffel 738, một lần nữa rơi vào hạng mục hàng không chung; và nhiều máy bay khác thường được sử dụng trên khắp thế giới.
Không bị giới hạn trong việc sử dụng máy bay mặc định, các máy bay bổ trợ có thể được tải xuống từ nhiều nguồn miễn phí hoặc mua, sau đó có thể được cài đặt vào Microsoft Flight Simulator. Beechcraft 1900D trong hình trên, là một máy bay bổ sung. Tương tự, các phần bổ sung có thể được thêm vào máy bay mặc định; những bản sửa lại thường được tải xuống miễn phí.

### Lưu lượng AI
Một thể loại bổ trợ đang phát triển cho sê-ri là lưu lượng truy cập AI (trí tuệ nhân tạo). Lưu lượng truy cập AI là mô phỏng của các phương tiện khác trong bối cảnh FS. Lưu lượng truy cập này đóng một vai trò quan trọng trong trình giả lập, vì có thể đâm vào lưu lượng truy cập (điều này có thể bị vô hiệu hóa), do đó kết thúc phiên của bạn và tương tác với lưu lượng truy cập qua radio và ATC. Tính năng này hoạt động ngay cả với lưu lượng của bên thứ ba. Microsoft đã giới thiệu lưu lượng AI trong MSFS 2002 với một số máy bay và máy bay riêng. Điều này đã được bổ sung với nhiều tệp được tạo bởi các nhà phát triển bên thứ ba. Thông thường, các mô hình máy bay của bên thứ ba có nhiều cấp độ chi tiết, cho phép lưu lượng truy cập AI tốt hơn về tốc độ khung hình, trong khi vẫn được chi tiết trong khi nhìn gần. Có một số nhà phát triển phần mềm miễn phí nổi bật. Một số lưu lượng truy cập AI của bên thứ ba thậm chí có thể được định cấu hình cho các lần khởi hành "thời gian thực".

## Phong cảnh
Tiện ích cảnh quan thường liên quan đến việc thay thế cho các sân bay hiện tại, với chi tiết nâng cao và chính xác hơn, hoặc mở rộng cảnh quan mặt đất rất chi tiết cho các khu vực cụ thể trên thế giới. Một số loại bổ trợ cảnh quan thay thế hoặc thêm cấu trúc vào trình giả lập. Cả hai phần mềm bổ trợ cảnh quan miễn phí và phần mềm trả tiền đều có sẵn rất rộng rãi. Chẳng hạn, các cải tiến sân bay bao gồm từ các tiện ích bổ sung đơn giản cập nhật đường băng hoặc đường taxi đến các gói rất công phu tái tạo mọi đèn, vạch kẻ vỉa hè và cấu trúc tại một sân bay với độ chính xác gần như toàn bộ, bao gồm các hiệu ứng hoạt hình như xe chở hành lý hoặc đại lý đầm lầy. Cải thiện cảnh quan khu vực rộng có thể sử dụng ảnh vệ tinh chi tiết và cấu trúc 3 chiều để tái tạo chặt chẽ các khu vực trong thế giới thực, đặc biệt là các khu vực bao gồm các thành phố lớn, các địa danh hoặc kỳ quan thiên nhiên ngoạn mục.

## Mạng bay
Các mạng bay ảo như IVAO, VATSIM và Pilot Edge cũng như Virtual Skies và AirspaceVR của Mindstar Aviation sử dụng các mô-đun bổ trợ nhỏ, đặc biệt cho Trình mô phỏng bay để cho phép kết nối với các mạng độc quyền của họ ở chế độ nhiều người chơi và cho phép giọng nói và giao tiếp văn bản với các phi công ảo và bộ điều khiển ảo khác qua mạng. Các mạng này cho phép người chơi thưởng thức và nâng cao tính chân thực trong trò chơi của họ. Các mạng này là dành cho ATC (kiểm soát không lưu).

## Sẵn có
Một số trang web được dành riêng để cung cấp cho người dùng các tệp bổ trợ (như máy bay từ các hãng hàng không thực tế, xe hơi tiện ích sân bay, các tòa nhà thực tế nằm trong các thành phố, kết cấu và tệp thành phố cụ thể). Tính khả dụng rộng rãi trên internet của các tệp bổ trợ phần mềm miễn phí cho gói mô phỏng đã khuyến khích sự phát triển của một cộng đồng ảo lớn và đa dạng, được liên kết bởi nhóm thiết kế và bảng tin đam mê, bay nhiều người chơi trực tuyến và 'hãng hàng không ảo'. Internet cũng đã tạo điều kiện cho việc phân phối các tiện ích 'payware' cho trình giả lập, với tùy chọn tải xuống các tệp, giúp giảm chi phí phân phối.